# Grand Prix de Villers-Cotterêts 2001
Il Grand Prix de Villers-Cotterêts 2001, quarta edizione della corsa e valida come evento UCI categoria 1.3, si svolse il 4 giugno 2001 su un percorso totale di circa 193,2 km. Fu vinto dal francese Laurent Brochard che terminò la gara in 4h22'55", alla media di 44,09 km/h.
Al traguardo 77 ciclisti portarono a termine il percorso.

## Ordine d'arrivo (Top 10)
| Pos. | Corridore          | Squadra         | Tempo    |
| ---- | ------------------ | --------------- | -------- |
| 1    | Laurent Brochard   | Jean Delatour   | 4h22'55" |
| 2    | Stuart O'Grady     | Crédit Agricole | a 4"     |
| 3    | Pascal Chanteur    | Festina         | s.t.     |
| 4    | Andrej Kivilëv     | Cofidis         | a 5"     |
| 5    | Stefan van Dijk    | Bankgiroloterij | a 8"     |
| 6    | Carlos Da Cruz     | Festina         | s.t.     |
| 7    | Christophe Capelle | Big Mat         | s.t.     |
| 8    | Ludovic Capelle    | AG2R Prév.      | s.t.     |
| 9    | Thor Hushovd       | Crédit Agricole | s.t.     |
| 10   | Emmanuel Magnien   | F. des Jeux     | s.t.     |